# (160) Уна
(160) Уна (англ. Una) — довольно большой астероид главного пояса, с очень низким альбедо поверхности. Он был открыт 20 февраля 1876 года германо-американским астрономом К. Г. Ф. Петерсом в Клинтоне, США и назван в честь героини поэмы Эдмунда Спенсера «Королева фей» (1590).

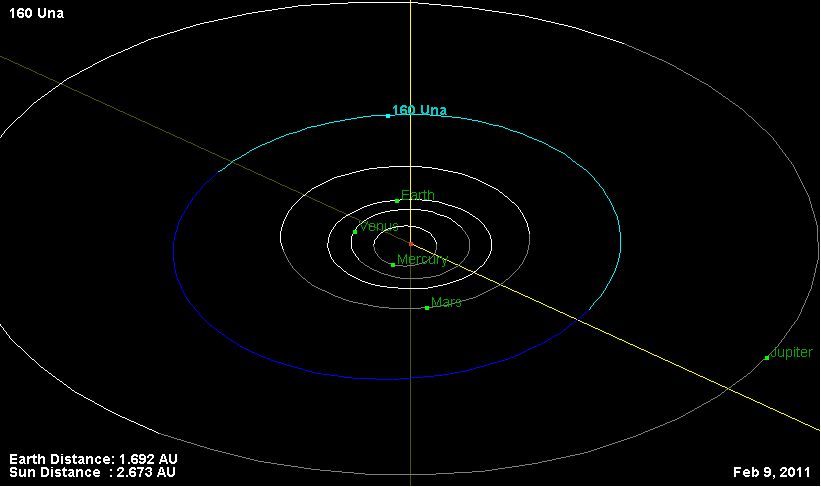
Орбита астероида Уна и его положение в Солнечной системе